# 补血草白粉菌
补血草白粉菌（学名：Erysiphe limonii）是属于白粉菌目白粉菌科白粉菌属的一种真菌，寄生在补血草属植物上。该种分布于中国、丹麦、匈牙利、苏联、法国、罗马尼亚、意大利、德国等地。